# بسمة وهبة
بسمة عصام عبد الجواد وهبة (13 أبريل 1972 -)، إعلامية مصرية من مواليد الإسكندرية. قدمت برامج على قناة اقرأ، ثم اعتزلت لفترة، وعادت مرة أخرى ولكن دون حجاب.
أتجهت للبرامج الفنية على نقيض التوجه السابق كمقدمة برامج دينية، وقدمت البرنامج المثير للجدل "شيخ الحارة".

## وصلات خارجية
- بسمة وهبة على موقع قاعدة بيانات الأفلام العربية